# País de Morlaix
El País de Morlaix (en bretó Bro Montroulez) és un país situat al departament del Finisterre a la regió Bretanya. Està situat entre la costa de Canal de la Mànega al nord i la carena de les Muntanyes Arrée, i constituït per la badia de Morlaix, l'oest de Bro Dreger i l'est de Bro Leon. Compta amb l'etiqueta Villes et pays d'art et d'histoire

## Administració
Aplega 61 comunes agrupades en les següents estructures intercomunals :
- Comunitat d'aglomeració del País de Morlaix (28 comunes, 680 km², 64.807 habitants)

Botsorhel, Carantec, Le Cloître-Saint-Thégonnec, Garlan, Guerlesquin, Guimaëc, Henvic, Lanmeur, Lannéanou, Loc-Eguiner-Saint-Thégonnec, Locquénolé, Locquirec, Morlaix, Pleyber-Christ, Plouégat-Guérand, Plouégat-Moysan, Plouezoc'h, Plougasnou, Plougonven, Plouigneau, Plounéour-Ménez, Plourin-lès-Morlaix, Le Ponthou, Saint-Jean-du-Doigt, Saint-Martin-des-Champs, Saint-Thégonnec, Sainte-Sève, Taulé
- Comunitat de municipis del País de Landivisiau (19 comunes, 404 km², 31.056 habitants)

Bodilis, Commana, Guiclan, Guimiliau, Lampaul-Guimiliau, Landivisiau, Loc-Eguiner, Locmélar, Plougar, Plougourvest, Plounéventer, Plouvorn, Plouzévédé, Saint-Derrien, Saint-Sauveur, Saint-Servais, Saint-Vougay, Sizun, Trézilidé
- Comunitat de municipis del País Léonard (8 comunes, 112 km², 19.909 habitants)

Île-de-Batz, Mespaul, Plouénan, Plougoulm, Roscoff, Saint-Pol-de-Léon, Santec, Sibiril
- Comunitat de municipis de la Baie du Kernic (6 comunes, 133 km², 12.462 habitants)

Cléder, Lanhouarneau, Plouescat, Plounévez-Lochrist, Tréflaouénan, Tréflez
Principals comunes del país (population 1999) :
- Morlaix: 15.990 habitants
- Landivisiau: 8.751 habitants
- Saint-Pol-de-Léon: 7.121 habitants
- Saint-Martin-des-Champs: 4.709

## Història
- 11 d'octubre de 1999 : fundació del Pays (associació)
- 27 de desembre de 2000 : creadió del Consell de desenvolupament
- 15 d'abril de 2002 : création du Grup d'interès públic (GIP)
- gener 2002 : elaboració d'un « Pôle d'Économie du Patrimoine » (PEP)
- 2006 : obtenció de l'etiqueta « Pays d'art et d'histoire » (PAH)

## Accions
El Syndicat Mixte du Léon aplega 33 comunes i genera l'Esquema de coherència territorial (SCoT) i els Programes locals de l'habitatge (PLH).